# 290'erne
Århundreder: 2. århundrede – 3. århundrede – 4. århundrede
Årtier: 240'erne 250'erne 260'erne 270'erne 280'erne – 290'erne – 300'erne 310'erne 320'erne 330'erne 340'erne
År: 290 291 292 293 294 295 296 297 298 299